# Sepsis dissimilis
Sepsis dissimilis är en tvåvingeart som beskrevs av Enrico Adelelmo Brunetti 1909. Sepsis dissimilis ingår i släktet Sepsis och familjen svängflugor. Inga underarter finns listade i Catalogue of Life.